# Felipe Molas López
Felipe Benigno Molas López  (Yuty, 10 de julho de 1901 — Assunção, 17 de novembro de 1954) foi um cirurgião-dentista e político paraguaio, e 45° presidente do Paraguai por sete meses, sendo lembrado por sua intelectualidade e capacidade como orador público.

## Biografia

### Juventude e estudos
Felipe Molas López nasceu em 10 de julho de 1901, em Yuty, Departamento de Caazapá. Seus pais eram Liberato Molas e Francisca Lopez e, depois de terminar os estudos secundários, estudou odontologia em Paris. Ele obteve em Bordeaux a especialização de implantologia, uma novidade para a ciência médica no início do século XX.

### Guerra do Chaco
Ele serviu na guerra contra a Bolívia, onde alcançou o posto de Capitão da Saúde. No período pós-guerra, ele participou ativamente da elaboração de planos para a instalação da Faculdade de Odontologia da Universidade Nacional de Assunção que funcionava na antiga residência do ex-presidente José P. Guggiari. Ele seguiu com sucesso sua carreira profissional.

### Função pública
Em 21 de fevereiro de 1936, ele assumiu por um curto período o Governo Municipal de Assunção. Suas brilhantes habilidades como cientista e homem público fizeram dele uma figura proeminente no cenário político nacional. Em 1948, ele ocupou o cargo da Educação no curto mandato do presidente Juan Manuel Frutos e depois no governo de Juan Natalicio González. Com a ascensão do general Raimundo Rolón como presidente, Molas López manteve seu ministério até 30 de janeiro de 1949. Como o país estava sujeito a um regime de partido único, em 15 de fevereiro do mesmo ano, por decisão do Conselho de Convenção do Partido Colorado, obteve a implementação dos Estatutos do Partido e a nomeação do Dr. Felipe Molas López para candidato a Presidente da República. Esta medida foi alcançada através de um acordo entre as facções chavista e democrática. A Convenção proporcionou a adesão mais plena e leal à candidatura do co-religioso Dr. Felipe Molas López, a ser confirmada nas eleições convocadas em 17 de abril.

## Presidente do Paraguai
Em 27 de abril de 1949, ele assumiu a presidência interina até 14 de maio após as eleições gerais, quando assumiu oficialmente o cargo. O acordo político não significou uma garantia maior ao governante, pois ele foi deposto, seis meses depois, em 11 de setembro. Alguns dias depois, a Diretoria anunciou as causas da derrubada do primeiro magistrado. Ele foi acusado de não ter atingido as metas estabelecidas como a unificação do partido, a restauração progressiva das instituições republicanas e também a moral pública. Como esperado, o presidente deve ter contornado uma série de revoltas político-militares, além da pressão constante dos líderes de seu partido, porque, como diz o escritor Raúl Amaral, "o próprio Conselho de Administração tinha o controle do Estado e dos responsáveis por governá-lo".

### Gabinete
Com sua renúncia, o Paraguai perdeu um governante de natureza humilde e honestidade comprovada. Seu gabinete era composto por:
- Liberato Rodríguez (mais tarde Mario Mallorquín)
- Federico Chaves (depois Bernardo Ocampos) nas Relações Exteriores
- Ramón Méndez Paiva, na Tesouraria
- Pedro Hugo Peña, em Saúde Pública e Seguridade Social
- Rigoberto Caballero, nas Obras Públicas e Comunicações
- José Zacarías Arza, em Defesa Nacional
- Liberato Rodríguez (depois Bernardo Ocampos e Fábio da Silva) na Economia
- J. Augusto Saldívar (depois Fábio da Silva e Guillermo Enciso Velloso) na Justiça e Trabalho
- J. Eulojio Estigarribia, na Educação.

Entre as resoluções emitidas em seu governo, destacam-se:
- Anistia para os exilados da revolução de 1947 (que na opinião de Raúl Amaral, não produziu efeitos positivos).
- Retomada das relações diplomáticas com o Uruguai.
- Denominação do general Bernardino Caballero para a Primeira Divisão de Cavalaria.
- Transferência dos restos mortais do general Caballero para o Panteão Nacional dos Heróis.

A chamada unificação do Partido Colorado não havia sido concluída com sucesso. Muito em breve surgiram outros fatores que aumentaram as lacunas que separavam os partidos e mantiveram a vida política do Paraguai em crise.

## Morte
Felipe Molas López morreu em Assunção, em 17 de novembro de 1954.
Em 19 de junho de 1956, por decreto municipal, uma avenida de Assunção leva seu nome. É a ex-Cañada del Ybyray que une as avenidas Aviadores del Chaco a sudeste com a avenida José Gervasio Artigas a noroeste.